# Scott County (Kansas)
Scott County ist ein County im Bundesstaat Kansas der Vereinigten Staaten. Das U.S. Census Bureau hat bei der Volkszählung 2020 eine Einwohnerzahl von 5151 ermittelt.
Der Verwaltungssitz (County Seat) ist Scott City. Das County gehört zu den Dry Countys, was bedeutet, dass der Verkauf von Alkohol eingeschränkt oder verboten ist.

## Geographie
Das County liegt im mittleren Westen von Kansas, ist etwa 80 km von Colorado entfernt und hat eine Fläche von 1859 Quadratkilometern ohne nennenswerte Wasserfläche. Es grenzt im Uhrzeigersinn an folgende Countys: Gove County, Lane County, Finney County, Kearny County, Wichita County und Logan County.

## Geschichte

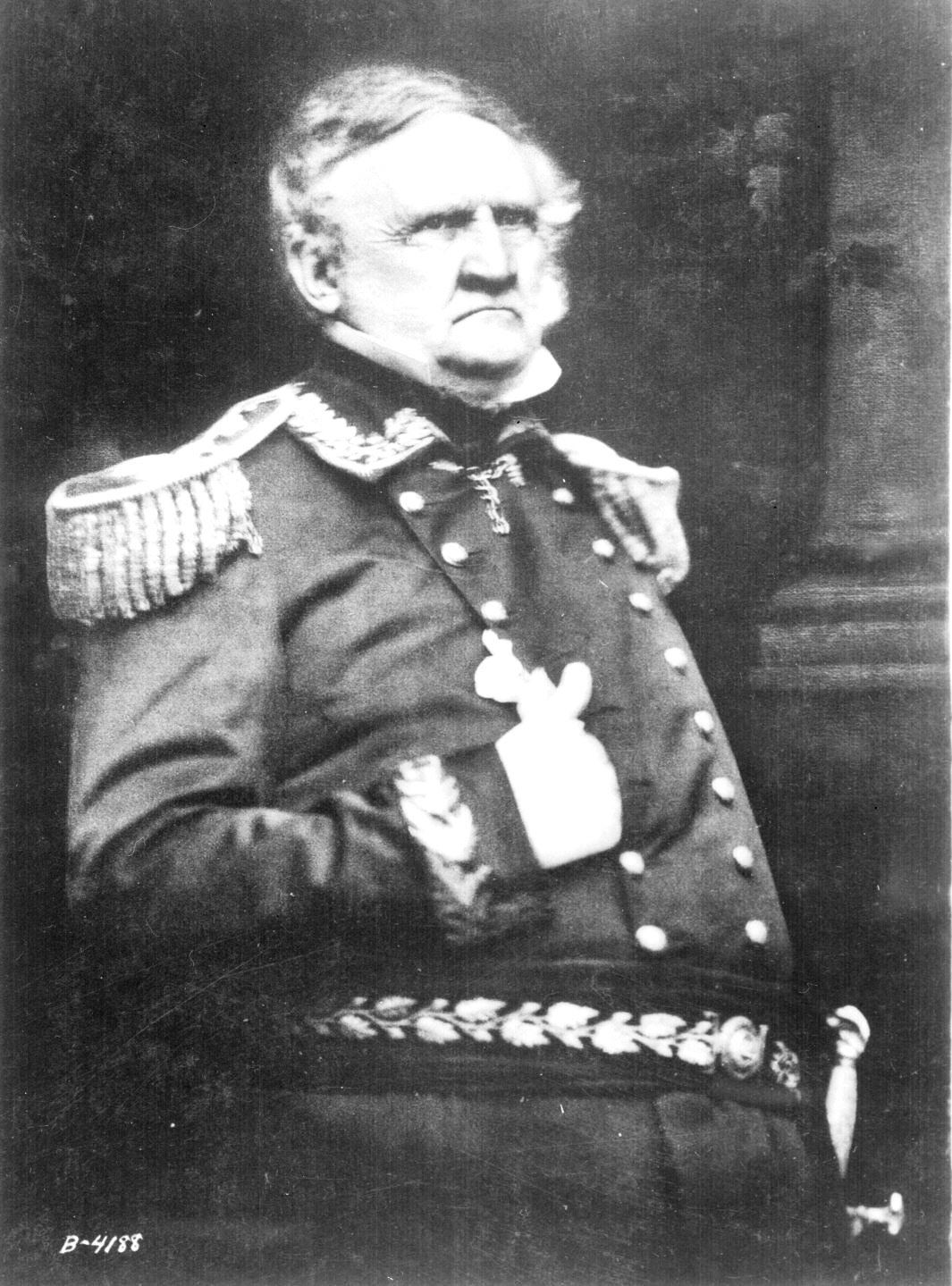
Winfield Scott

Scott County wurde am 20. März 1873 gebildet war aber ohne Funktion. Benannt wurde es nach Winfield Scott, einem General im Krieg von 1812, im Mexikanisch-Amerikanischen Krieg, im Black-Hawk-Krieg, im Zweiten Seminonelkrieg, im Amerikanischen Bürgerkrieg, sowie Diplomaten und Präsidentschaftskandidaten.
Die ersten Siedler kamen 1874. Die ersten weißen Frauen im County waren Mrs. M. E. DeGreer und ihre Tochter, Mrs. Ida Eastman, beide verwitwet.
1886 wurde das County aufgeteilt in die Townships: Michigan, Beaver, Scott, Valley, Keystone, Isbel und Lake. Die Missouri Pacific Railroad wurde vom Nordosten des Countys gebaut, durchquerte es in südwestlicher Richtung bis Scott, verlief dann westwärts in das Wichita County.
Drei Bauwerke und Stätten des Countys sind im National Register of Historic Places eingetragen (Stand 30. August 2017).

## Demografische Daten

Alterspyramide des Scott Countys (Stand: 2000)

Nach der Volkszählung im Jahr 2000 lebten im Scott County 5120 Menschen in 2045 Haushalten und 1435 Familien im Scott County. Die Bevölkerungsdichte betrug 3 Einwohner pro Quadratkilometer. Ethnisch betrachtet setzte sich die Bevölkerung zusammen aus 95,47 Prozent Weißen, 0,10 Prozent Afroamerikanern, 0,55 Prozent amerikanischen Ureinwohnern, 0,12 Prozent Asiaten und 2,75 Prozent aus anderen ethnischen Gruppen; 1,02 Prozent stammten von zwei oder mehr Ethnien ab. 6,31 Prozent der Bevölkerung waren spanischer oder lateinamerikanischer Abstammung.
Von den 2045 Haushalten hatten 33,3 Prozent Kinder unter 18 Jahren, die mit ihnen gemeinsam lebten. 61,0 Prozent waren verheiratete, zusammenlebende Paare, 6,7 Prozent waren allein erziehende Mütter und 29,8 Prozent waren keine Familien. 27,3 Prozent aller Haushalte waren Singlehaushalte und in 13,6 Prozent lebten Menschen mit 65 Jahren oder darüber. Die Durchschnittshaushaltsgröße betrug 2,46 und die durchschnittliche Familiengröße betrug 3,01 Personen.
27,1 Prozent der Bevölkerung waren unter 18 Jahre alt. 6,6 Prozent zwischen 18 und 24 Jahre, 25,3 Prozent zwischen 25 und 44 Jahre, 24,4 Prozent zwischen 45 und 64 Jahre und 16,5 Prozent waren 65 Jahre alt oder älter. Das Durchschnittsalter betrug 39 Jahre. Auf 100 weibliche Personen kamen 97,1 männliche Personen. Auf 100 erwachsene Frauen ab 18 Jahren kamen 94,4 Männer.
Das jährliche Durchschnittseinkommen eines Haushalts betrug 40.534 USD, das Durchschnittseinkommen einer Familie betrug 50.549 USD. Männer hatten ein Durchschnittseinkommen von 32.166 USD, Frauen 20.221 USD. Das Prokopfeinkommen betrug 20.443 USD. 2,1 Prozent der Familien und 5,1 Prozent der Bevölkerung lebten unterhalb der Armutsgrenze.

## Orte im County
- Chevron
- Grigston
- Hutchins
- Manning
- Modoc
- Pence
- Scott City
- Shallow Water

Townships
- Beaver Township
- Isbel Township
- Keystone Township
- Lake Township
- Michigan Township
- Scott Township
- Valley Township